# (14807) 1981 EN26
A (14807) 1981 EN26 a Naprendszer kisbolygóövében található aszteroida. Schelte J. Bus fedezte fel 1981. március 2-án.